# Zugdidi
Zugdidi (georgiană ზუგდიდი) este un oraș în Georgia.